# Cavalera Conspiracy
Cavalera Conspiracy är ett thrash metal band som startades av de brasilianska bröderna Max Cavalera och Igor Cavalera, tillsammans med Marc Rizzo (Soulfly) och Joe Duplantier (Gojira). Bandet bildades 2007 under namnet Inflikted, men bytte namn av juridiska skäl. Bandets bildande markerade slutet på ett tioårigt bråk mellan Cavalera-bröderna, vilka grundade det legendariska thrash metal-bandet Sepultura i början av 1980-talet.
Under 2022 döpte bandet sig själva endast under namnet Cavalera i samband med att släppa återinspelningar av klassiska Sepultura album, som släpptes under 2023.  
Max bildade istället bandet Soulfly och Igor fortsatte på egen hand med Sepultura fram till januari 2006. I juli 2006 fick Max ett oväntat samtal från sin bror, och det slutade med att Max hade bjudit Igor att besöka honom i Phoenix, Arizona för att utföra en spelning med Soulfly. Igor gick in på scen tillsammans med Soulfly och framförde två Sepultura-låtar. Efter framträdandet bestämde sig Max och Igor att starta ett projekt tillsammans med Soulfly-gitarristen Marc Rizzo och med franske Gojira-frontmannen Joe Duplantier på bas. Bandet spelade in sitt debutalbum Inflikted i juli 2007 i Los Angeles med producenten Logan Mader (tidigare i Machine Head och Soulfly). Albumet släpptes den 25 mars 2008 genom Roadrunner Records. Cavalera Conspiracy har sedan dess släppt tre fullängdsalbum, Blunt Force Trauma (2011) genom Roadrunner Records, Pandemonium (2014) och Psychosis (2017) genom Napalm Records.

## Medlemmar
Nuvarande
- Max Cavalera – rytmgitarr, sång (2007– ) (Soulfly, Killer Be Killed, ex-Sepultura, ex-Nailbomb, Go Ahead and Die)
- Igor Cavalera – trummor (2007– ) (Mixhell, ex-Sepultura)
- Igor Amadeus Cavalera – gitarr (2011), bas (2023– ) (Go Ahead and Die)
- Travis Stone – gitarr (2023– ) (Pig Destroyer)

Tidigare medlemmar
- Joe Duplantier – basgitarr (2007–2008) (Gojira)
- Johny Chow – basgitarr (2010–2013) (Stone Sour, Fireball Ministry)
- Nate Newton – basgitarr (2013–2014) (Converge, Old Man Gloom, Doomriders)
- Marc Rizzo – sologitarr (2007–2021) (ex-Soulfly, Ill Niño)

Livemedlemmar
- Johny Chow – basgitarr (2008–2010, 2015–2016) (Stone Sour, ex-Fireball Ministry)
- Zyon Cavalera – trummor (2011) (Soulfly)
- Greg Hall – trummor (2011) (Sacred Reich)
- Tony Campos – basgitarr (2012–2013, 2014, 2016–2017) (Fear Factory, Static X, ex-Soulfly, Prong, Asesino, ex-Possessed, ex-Ministry)
- Mike Leon – gitarr (2017), basgitarr (2018–2022) (Soulfly, ex-Havok)
- Daniel Gonzalez - sologitarr (2022) (Possessed, Gruesome)

## Diskografi
Studioalbum
- 2008 – Inflikted
- 2011 – Blunt Force Trauma
- 2014 – Pandemonium
- 2017 – Psychosis
- 2023 – Morbid Visions (under namnet Cavalera)
- 2024 – Schizophrenia (under namnet Cavalera)

EP
- 2023 – Bestial Devastation (under namnet Cavalera)

Singlar
- 2008 – "Sanctuary"
- 2011 – "Killing Inside"
- 2014 – "Bonzai Kamikazee
- 2014 – "Babylonian Pandemonium"
- 2014 – "Not Losing the Edge"
- 2017 – "Insane"
- 2017 – "Spectral War"

Videor
- 2008 – "Sanctuary"
- 2011 – "Killing Inside"
- 2014 – "Babylonian Pandemonium"
- 2017 – "Spectral War"
- 2023 – "Troops of Doom"
- 2024 – "Escape to the Void"
- 2024 – "From the Past Comes the Storms"
- 2024 – "Nightmares of Delirium"